# Bùi Hiền
Bùi Hiền (17 tháng 5 năm 1935 – 11 tháng 5 năm 2025) là một giảng viên tiếng Nga, nhà nghiên cứu ngôn ngữ tiếng Nga và nhà quản lý giáo dục người Việt Nam. Ông có học vị phó tiến sĩ chuyên ngành tiếng Nga, học hàm phó giáo sư Việt Nam, từng là Phó Hiệu trưởng của Trường Đại học Sư phạm ngoại ngữ (nay là Trường Đại học Ngoại ngữ, Đại học Quốc gia Hà Nội). Năm 2017, ông được biết đến với đề xuất cải tiến chữ quốc ngữ gây tranh cãi.

## Xuất thân và giáo dục
Ông mồ côi mẹ từ 6 tuổi, mồ côi cha từ 12 tuổi, sống tuổi thơ vất vả ở xã Vĩnh Chân, huyện Hạ Hòa, tỉnh Phú Thọ. Sau khi cha mất, năm anh em của ông sống tiếp với người mẹ kế. Vì gia đình nghèo khó, làm không đủ ăn nên ông phải bỏ học hai năm.
Từ năm 1948, 13 tuổi, ông được đi học trở lại ở lớp đệ nhất trung học ở trường Hùng Vương vừa sơ tán từ thị xã Phú Thọ tới gần nhà ông ở xã Vĩnh Chân. Buổi sáng ông đi học, buổi chiều ông phụ mẹ kế làm ruộng. Lúc đầu ông học kém và bị xếp hạng thấp nhất của lớp do đã nghỉ học 2 năm, sau đó ông cố gắng học tập và đã tiến bộ rõ rệt, vươn lên đứng đầu lớp, giỏi các môn Toán, Lý.
Đầu năm 1951, 16 tuổi, ông được kết nạp vào Đoàn Thanh niên Lao động Việt Nam, được phân công phụ trách đội thiếu nhi và là thành viên Ban chấp hành Hiệu đoàn của trường, phụ trách lao động.
Tháng 8 năm 1953, 18 tuổi, ông cùng 19 người khác được nhà nước Việt Nam cử sang Trung Quốc để học tiếng Nga. Sau 2 năm học, năm 1955, ông tốt nghiệp Đại học Ngoại ngữ, Khoa tiếng Nga ở Bắc Kinh, Trung Quốc.
Cuối năm 1969 Bùi Hiền được nhà nước Việt Nam cử đi Liên Xô làm nghiên cứu sinh phó tiến sĩ chuyên ngành tiếng Nga. Ông hoàn thành luận án phó tiến sĩ chỉ trong hai năm (thời gian học nghiên cứu sinh thông thường ba năm) với đề tài "Những từ (danh từ) đồng nghĩa cùng gốc trong tiếng Nga văn học hiện đại" ("Однокоренные синонимы в современном русском литературном языке", Буй Хиен 1972. Автореф. дис.. канд. филол. наук. Moskva., 1972.), người hướng dẫn là giáo sư, viện sĩ Nga Sanxky. Tuy nhiên, ông phải đợi tới ngày 13 tháng 10 năm 1972 để bảo vệ luận án và ông đã bảo vệ thành công luận án phó tiến sĩ ở trường Đại học Tổng hợp Quốc gia Moskva mang tên M.V. Lomonosov với kết quả xuất sắc. Cuốn luận án của ông dài tới 429 trang dù theo quy định luận án phó tiến sĩ chỉ được phép dài tối đa 200 trang. Ông được nhận bằng phó tiến sĩ chỉ một tháng sau khi bảo vệ, khác với thông thường là 6 tháng vì ông đã nộp luận án từ một năm trước ngày bảo vệ.

## Sự nghiệp
Tháng 10 năm 1955, sau khi học hai năm tiếng Nga ở Trung Quốc trở về, ở tuổi 20, Bùi Hiền được giao phụ trách ban tiếng Nga của trường Ngoại ngữ mới thành lập ở Hà Nội.
Năm 1958 trường Ngoại ngữ sáp nhập vào trường Đại học Sư phạm Hà Nội, trở thành khoa Ngoại ngữ với bốn phân khoa: Anh, Pháp, Nga, Trung. Bùi Hiền tiếp tục phụ trách phân khoa Nga văn.
Năm 1967, Trường Đại học Sư phạm Ngoại ngữ Hà Nội được thành lập, Bùi Hiền phụ trách khoa Tiếng Nga của trường này.
Từ năm 1969 đến năm 1972, ông làm nghiên cứu sinh phó tiến sĩ ngành tiếng Nga ở Liên Xô . Sau khi bảo vệ thành công luận án, năm 1973, ông trở về nước tiếp tục công tác tại Trường Đại học Sư phạm Ngoại ngữ Hà Nội.
Năm 1974 ông được bổ nhiệm giữ chức vụ Phó Hiệu trưởng Trường Đại học Sư phạm Ngoại ngữ Hà Nội.
Năm 1978 ông được điều chuyển về Bộ Giáo dục và Đào tạo Việt Nam phụ trách ngoại ngữ trong Cải cách giáo dục. Sau đó, ông được bổ nhiệm làm Phó Viện trưởng Viện Nội dung và Phương pháp dạy học phổ thông thuộc Viện Khoa học Giáo dục Việt Nam . Ông giữ chức vụ này cho đến khi nghỉ hưu năm 1993.

## Đề xuất Cải tiến chữ quốc ngữ
Đề xuất Cải tiến chữ quốc ngữ là nghiên cứu cá nhân mà ông Hiền theo đuổi từ lâu. Hơn 20 năm trước ông đã công bố "Đề xuất phương án cải tiến chữ quốc ngữ" lần đầu tiên ở Báo Giáo dục và Thời đại số 72 ngày 8 tháng 9 năm 1995 . Theo đề xuất thì mục đích của cải tiến là:
- Thống nhất và đơn giản hoá một phần về mặt chữ viết cho các văn bản;
- Giúp người nước ngoài, người dân tộc thiểu số dễ tiếp cận với chữ viết tiếng Việt hơn.

Cuối năm 2017 sau một cuộc hội thảo thì đề xuất của ông được đưa ra truyền thông và đã có bàn cãi sôi nổi do những khác lạ trong lối viết "cải tiến" mà ông đưa ra. Bàn cãi lắng xuống khi các chuyên gia xác định nếu có cải tiến loại chữ viết mà hàng triệu người ở trong và ngoài nước đang sử dụng, thì sẽ không thể đơn giản như một cá nhân đề xuất .
Đề xuất này từng được so sánh với hiện tượng teencode trong giới trẻ Việt Nam.

### Nội dung
Bản đề xuất của ông gồm 16 trang in khổ A4 có 2 phần nội dung, được đăng ký bản quyền tác giả 
Theo đề xuất, sẽ có sự thay đổi về âm vị trong các chữ cái của bảng chữ cái tiếng Việt hiện hành.
Bảng chữ cái tiếng Việt hiện hành gồm 29 chữ cái: A Ă Â B C D Đ E Ê G H I K L M N O Ô Ơ P Q R S T U Ư V X Y. Các vần (âm vị) gồm có: Ch, Tr, Th, Gh, Ph, Ng, Ngh, Nh, Kh.
Theo cải cách của ông: xóa bỏ chữ cái Đ, thêm một số chữ cái Latinh: F, J, W, Z.
Thay đổi âm vị của một số vần và chữ cái:
| Chữ cái | Tương đương chữ cái/âm vị |
| ------- | ------------------------- |
| C c     | Ch, Tr                    |
| D d     | Đ                         |
| G g     | G, Gh                     |
| F f     | Ph                        |
| K k     | C, Q, K                   |
| Q q     | Ng, Ngh                   |
| X x     | Kh                        |
| W w     | Th                        |
| Z z     | D, Gi, R                  |
| N' n'   | Nh                        |

Do âm vị Nh (nhờ) chưa có chữ cái thay thế nên trong các văn bản bằng chữ viết này dùng kí tự n' để thay thế.
Như vậy, trong bảng chữ cái mới này sẽ có 33 chữ cái: A Ă Â B C D E Ê F G H I J K L M N N' O Ô Ơ P Q R S T U Ư V W X Y Z.
Sau đây là bảng chữ cái cụ thể về chữ viết của ông:
| Chữ cái | Tên chữ   | Âm        | Ví dụ                    | Tương đương bảng chữ hiện hành                           |
| A a     | a         | a         | an, tan                  | A - an, tan                                              |
| Ă ă     | á         | á         | ăn, ăng                  | Ă - ăn, ăng                                              |
| Â â     | ớ         | ớ         | ân, âng                  | Â - ân, âng                                              |
| B b     | bê        | bờ        | ba, ban                  | B - ba, ban                                              |
| C c     | xê        | cờ        | ca, câu                  | Ch - cha, châu; Tr - tra - trâu                          |
| D d     | dê        | dờ        | da da                    | Đ - đa đa                                                |
| E e     | e         | e         | em, té                   | E - em, té                                               |
| Ê ê     | ê         | ê         | êm, mê                   | Ê - êm, mê                                               |
| F f     | ép-phờ    | phờ       | fa, fim                  | Ph - pha, phim                                           |
| G g     | giê       | gờ        | ga, ge, gi               | G - ga; Gh - ghe, ghi                                    |
| H h     | hát       | hờ        | hà, hòm                  | H - hà, hòm                                              |
| I i     | i         | i         | im, tim                  | I - im, tim                                              |
| J j     | ji        | giờ       | jip, ja-ket, jun         | J - jip, ja-ket, jun; Gi - gip - gia-ket                 |
| K k     | ca        | kờ        | ka-kao, ka-li, kốk, kuốk | C - ca-cao, ca-li, cốc; K - ka-kao, ka-li; Q - quốc      |
| L l     | e-lờ      | lờ        | la, lên                  | L - la, lên                                              |
| M m     | em-mờ     | mờ        | ma, làm                  | M - ma, làm                                              |
| N n     | en-nờ     | nờ        | na, nan                  | N - na, nan                                              |
| N' n'   | n'ê (nhê) | n'ờ (nhờ) | n'à, n'an, n'an'         | Nh - nhà, nhan, nhanh                                    |
| O o     | o         | o         | no, nom                  | O - no, nom                                              |
| Ô ô     | ô         | ô         | nô, ô-tô                 | Ô - nô, ô-tô                                             |
| Ơ ơ     | ơ         | ơ         | mơ, kơm                  | Ơ - mơ, cơm                                              |
| P p     | pê        | pờ        | pin, káp                 | P - pin, cáp                                             |
| Q q     | quy       | qờ        | qa, qaq, qe, qin         | Ng - nga, ngang; Ngh - nghe, nghìn                       |
| R r     | e-rờ      | rờ        | za-da, mê-cô             | R - ra-đa, mê-trô                                        |
| S s     | ét-sì     | sờ        | sa, su, sưa              | S - sa, su, sưa, X - xa, xu, xưa                         |
| T t     | tê        | tờ        | tờ, tát, tốp             | T - tờ, tát, tốp                                         |
| U u     | u         | u         | um tùm, vun              | U - um tùm, vun                                          |
| Ư ư     | ư         | ư         | tư, mứt, bướm            | Ư - tư, mứt, bướm                                        |
| V v     | vê        | vờ        | va, vào, vật vã          | V - va, vào, vật vã                                      |
| W w     | wê        | wờ        | wa, wở wan               | Th - tha, thở than                                       |
| X x     | ích-xì    | xờ        | xô, xoan                 | Kh - khô, khoan                                          |
| Y y     | y         | y         | yên, ty, tuy             | Y - yên, ty, tuy                                         |
| Z z     | zét       | zờ        | za, zời, zun             | D - da, dời, dun; R - ra, rời, run; Gi - gia, giời, giun |

Ví dụ: ngôn ngữ = qôn qữ, tiếng nói = tiếq nói, chữ viết = cữ viết, giáo dục = záo zụk,...
Có một số trường hợp trùng khớp hoặc na ná từ ngữ với nhau như: "quốc" và "cuốc" sẽ đều là "kuốk", "quả" và "của" sẽ là "kủa".
Tuy nhiên đề xuất của ông cũng phản ánh một số biến thể thể ngôn ngữ đang tồn tại thực tế và được công nhận như "Đắk Lắk", "Kon Tum" hay việc sử dung chữ F thay cho chữ PH.

### Ưu điểm
Theo ông, chữ được cải tiến sẽ giúp học sinh không còn nỗi ám ảnh khi viết sai chính tả, thuận lợi cho người dân tộc, người nước ngoài học tiếng Việt. Ngoài ra nó còn giúp tiết kiệm giấy viết và in ấn
Cụ thể, ví dụ như trích Điều 7- Luật Giáo dục năm 2017:
Viết bằng tiếng Việt hiện hành:
LUẬT GIÁO DỤC
Điều 7. Ngôn ngữ dùng trong nhà trường và cơ sở giáo dục khác; dạy và học tiếng nói, chữ viết của dân tộc thiểu số; dạy ngoại ngữ.
1. tiếng Việt là ngôn ngữ chính thức dùng trong nhà trường và cơ sở giáo dục khác. Căn cứ vào mục tiêu giáo dục và yêu cầu cụ thể về nội dung giáo dục, Thủ tướng chính phủ quy định việc dạy và học bằng tiếng nước ngoài trong nhà trường và cơ sở giáo dục khác.
2. Nhà nước tạo điều kiện để người dân tộc thiểu số được học tiếng nói, chữ viết của dân tộc mình nhằm giữ gìn và phát huy bản sắc văn hoá dân tộc, giúp cho học sinh người dân tộc thiểu số dễ dàng tiếp thu kiến thức khi học tập trong nhà trường và cơ sở giáo dục khác. Việc dạy và học tiếng nói, chữ viết của dân tộc thiểu số được thực hiện theo quy định của Chính phủ.
3. Ngoại ngữ quy định trong chương trình giáo dục là ngôn ngữ được sử dụng phổ biến trong giao dịch quốc tế. Việc tổ chức dạy ngoại ngữ trong nhà trường và cơ sở giáo dục khác cần đảm bảo để người học được học liên tục và có hiệu quả.
Tổng cộng 17 dòng (nếu in bằng giấy A4)
Viết bằng tiếng Việt cải cách:
LUẬT ZÁO ZỤK
Diều 7. Qôn qữ zùq coq n’à cườq và kơ sở záo zụk xák; zạy và họk tiếq nói, cữ viết kủa zân tộk wiểu số; zạy qoại qữ.
1.Tiếq Việt là qôn qữ cín’ wứk zùq coq n’à cườq và kơ sở záo zụk xák. Kăn kứ vào mụk tiêu záo zụk và yêu kầu kụ wể về nội zuq záo zụk, Wủ tướq cín’ fủ kuy dịn’ việk zạy và họk bằq tiếq nướk qoài coq n’à cườq và kơ sở záo zụk xák.
2. N’à nướk tạo diều kiện dể qười zân tộk wiểu số dượk họk tiếq nói, cữ viết kủa zân tộk mìn’ n’ằm zữ zìn và fát huy bản sắk văn hoá zân tộk, zúp co họk sin’ qười zân tộk wiểu số zễ zàq tiếp wu kiến wứk xi họk tập coq n’à cườq và kơ sở záo zụk xák. Việk zạy và họk tiếq nói, cữ viết kủa zân tộk wiểu số dượk wựk hiện weo kuy dịn’ kủa Cín’ fủ.
3.Qoại qữ kuy dịn’ coq cươq cìn’ záo zụk là qôn qữ dượk sử zụq fổ biến coq zao zịk kuốk tế. Việk tổ cứk zạy qoại qữ coq n’à cườq và kơ sở záo zụk xák kần dảm bảo dể qười họk liên tụk và kó hiệu kuả.
Tổng cộng 15 dòng (nếu in bằng giấy A4).
Kết quả: tiết kiệm được 2 dòng (tức khoảng 8%).

### Nhược điểm
Đề xuất của PGS. Bùi Hiền đưa ra đã có nhiều ý kiến phê phán, trong đó có nêu lên những trở ngại khi sử dụng chữ viết cải tiến này như:
- Chữ cải tiến đang đi theo chiều ngược, nghĩa là cải tiến cách viết và đồng hóa sự phân biệt trong cách phát âm của chữ viết, trong khi "tiếng nói có trước" và ngôn ngữ dùng phản ánh tiếng nói.[11]
- Không giải quyết được tồn tại so sánh sử dụng giữa N và L, I và Y, R và D,... Đặc biệt ông đã "dựa trên tiếng nói văn hóa của thủ đô Hà Nội cả về âm vị cơ bản lẫn 6 thanh điệu chuẩn" [3], dẫn đến không có phân biệt R-Gi-D, S-X, Tr-Ch. Ví dụ đoạn "trẻ trâu ra sân giành trứng rán" sẽ "thống nhất" thành "chẻ châu da xân dành chứng dán" và viết là cẻ câu za xân zàn' cứq zán.
- Các từ ngữ đồng âm khác nghĩa sẵn có của tiếng Việt vốn đã phức tạp, nay lại được dùng chung chữ cái cải tiến sẽ thêm phần phức tạp.[12]
- Tính kế thừa từ ngôn ngữ hiện tại sẽ rất khó khăn nhưng cần có, vì chữ quốc ngữ đã tồn tại và phát triển được hàng trăm năm, trong khi cách sử dụng chữ cái trước và sau cải tiến không còn thấy sự phân biệt mà đã rất nhiều thế hệ đã phải đặt ra các quy tắc để phân biệt và thống nhất trong văn bản. Khi đó người học tiếng Việt sẽ phải học 2 hệ chữ viết thay vì dành thời gian cho một loại chữ viết đã sử dung đồng nhất chính thống và được quốc tế phân biệt.
- Công trình của ông là nghiên cứu cá nhân tự thực hiện, được trình bày ở hội thảo, đăng tải ở tạp chí và giữ bản quyền, nhưng không có đánh giá (peer-review), và không thể nói "giới khoa học vẫn công nhận" được.

## Gia đình
Ông kết hôn năm 17 tuổi (năm 1952). Vợ con ông hiện tại đang định cư ở nước ngoài.

## Tác phẩm
1. Bộ sách giáo khoa tiếng Nga phổ thông gồm 7 cuốn được giảng dạy từ lớp 6 - lớp 12 từ những thập kỷ 1970, 1980[1]
2. Từ điển Nga - Việt[1]
3. Từ điển Việt - Nga[1]
4. Phương pháp hiện đại dạy học ngoại ngữ[1]
5. Từ điển giáo dục học[1]